# ГЕС-ГАЕС Гаррі С. Трумен
ГЕС-ГАЕС Гаррі С. Трумен — гідроелектростанція у штаті Міссурі (Сполучені Штати Америки). Знаходячись перед ГЕС Осейдж, становить верхній ступінь каскаду на річці Осейдж, правій притоці Міссурі (найбільша права притока Міссісіпі).
В межах проекту річку перекрили комбінованою греблею висотою від тальвегу 38 метрів, яка включає центральну бетонну ділянку (довжина 294 метри, потребувала 250 тис. м3 матеріалу) та бічними земляними секціями (загальна довжина 1524 метри, вміщують 6,5 млн м3 породи). Споруда утримує водосховище з площею поверхні 847 км2 та об'ємом 4,9 млрд м3, з яких 3,45 млрд м3 зарезервовані для протиповеневих заходів. Максимальний рівень поверхні у операційному режимі встановлений тут на рівні 215,2 метра НРМ.
Пригреблевий машинний зал обладнали шістьома оборотними турбінами типу Каплан потужністю по 26,7 МВт, які повинні забезпечувати виробництво 282 млн кВт-год електроенергії на рік. Під час роботи в режимі гідроакумуляції як нижній резервуар використовується створене в межах проекту наступної станції каскаду водосховище Озарк, яке має припустиме коливання рівня в операційному режимі між позначками 199,3 та 201,2 метра НРМ.